# Flughafen Goroka

i7
i11
i13
Der Flughafen Goroka (IATA-Code: GKA, ICAO-Code: AYGa) liegt in der Provinz Eastern Highlands in Papua-Neuguinea inmitten der etwa 19.000 Einwohner zählenden Provinzhauptstadt Goroka.
Die zwei Asphalt-Start- und Landebahnen auf einer Höhe von 1610 m sind 1646 und 1214 m lang.

## Fluggesellschaften und Ziele
Air Niugini bietet zweimal täglich Flüge in die 425 km Richtung Südost entfernte Landeshauptstadt Port Moresby an. Mission Aviation Fellowship (MAF) versorgt viele im Urwald verstreute Dörfer mit Transportdienstleistungen.

## Zwischenfälle
Für die Gesellschaften Talair (1992), Goroka Air Services (1997) und Airlink (1999) ist je ein Unfall mit zusammengenommen 30 Todesopfern verzeichnet.